# Ivo Pogorelić
Ivo Pogorelić (també Ivo Pogorelich, Belgrad, 20 d'octubre de 1958) és un pianista de l'exIugoslàvia .

## Biografia
Pogorelić va néixer a Belgrad, Iugoslàvia, de pare croat i mare sèrbia. (Després de la ruptura de Iugoslàvia, Pogorelić es va convertir en un ciutadà croat.) Va rebre les seves primeres lliçons de piano als set anys i va assistir a l'Escola de Música Vojislav Vučković de Belgrad fins als 12 anys, quan va ser convidat a Moscou per continuar els seus estudis a l'Escola de Música Central amb Evgeny Timakin i Vera Gornostàieva. Posteriorment es va graduar al Conservatori de Moscou. El 1976 va començar a estudiar intensament amb la pianista i professora georgiana Aliza Kezeradze, que li va transmetre la tradició de l'escola Liszt – Siloti. Van estar casats des de 1980 fins a la seva mort el 1996 de càncer de fetge.

## Carrera musical
Pogorelić va guanyar el Concurs de Casagrande a Terni, Itàlia, el 1978 i el Concurs Musical Internacional de Montreal el 1980. El 1980 es va inscriure al Concurs Internacional de Piano Frédéric Chopin de Varsòvia i va ser eliminat a la tercera ronda. Una de les adjudicatàries, Martha Argerich, el va proclamar "geni" i va renunciar al jurat com a protesta.
Pogorelić va donar el seu primer recital a Nova York, al Carnegie Hall el 1981. Va debutar a Londres el mateix any. Des de llavors, ha tocat sol en molts recitals arreu del món i ha tocat amb algunes de les orquestres capdavanteres del món, incloent-hi l'Orquestra Simfònica de Boston, l'Orquestra Simfònica del Londres, l'Orquestra Simfònica de Chicago, l'Orquestra Filharmònica de Viena, l'Orquestra Filharmònica de Berlín, i moltes altres. Pogorelić aviat va començar enregistrant per la Deutsche Grammophon i el 1982 era un dels seus artistes exclusius. Va fer enregistraments d'obres de Bach, Beethoven, Brahms, Chopin, Haydn, Liszt, Mozart, Mússorgski, Prokófiev, Rakhmàninov, Ravel, Scarlatti, Skriabin i Txaikovski. Va ser el primer pianista clàssic convidat per actuar a Kuwait.
Les actuacions de Pogorelić de vegades han estat polèmiques. Les seves interpretacions eren ben rebudes per moltes audiències, però no sempre pels crítics. El seu primer enregistrament de la Sisena Sonata de Prokófiev va rebre grans elogis, incloent un premi Rossete en la Penguin Guide to Classical Recordings. Tanmateix, el crític del New York Times Harold C. Schonberg va criticar Pogorelić pels seus tempos inusualment lents a l' Op. 111 Sonata de Beethoven, i afirma que Pogorelić "intenta desesperadament ser el Glenn Gould del pianisme romàntic (amb algunes excentricitats de Gould però cap de la seva mena particular de geni)". Vint anys més tard, un altre crític del Times, Anthony Tommasini, va fer la crítica d'una actuació de la mateixa peça: "Aquí hi ha un immens talent tràgicament extraviat. Què ha anat malament?"

## Altres activitats culturals
El 1986, Pogorelić va establir una fundació a Iugoslàvia per impulsar la carrera de joves intèrprets de la seva terra. El 1988 va ser nomenat ambaixador de bona voluntat per la UNESCO, el primer pianista clàssic mai nomenat. Ja no ocupa aquest càrrec (l'agost del 2009).
Del 1989 al 1997, el Festival Ivo Pogorelić de Bad Wörishofen va oferir a joves artistes l'oportunitat d'actuar amb artistes de renom. El desembre de 1993, Pogorelić va fundar el "Concurs Internacional de Piano Solo" en col·laboració amb la Fundació Ambassador a Pasadena, Califòrnia. La seva missió és ajudar els joves músics a desenvolupar la seva carrera amb un primer premi de 100.000 dòlars americans.
El 1994 va ajudar a proporcionar suport mèdic a la gent de Sarajevo mitjançant la creació d'una fundació que organitzava concerts benèfics. Va ajudar a recaptar diners per a la reconstrucció de Sarajevo, per a la Creu Roja i per a la lluita contra malalties com el càncer i l'esclerosi múltiple.

## Vida personal
Pogorelić va patir febre reumàtica crònica durant la seva infantesa i hepatitis als 21 anys, cosa que li va deixar un llegat de cura extrema per la seva salut. Practica els mateixos exercicis biodinàmics creats pels ballarins de ballet russos als anys vint, fa llargues passejades diàries, s'adorm quan cau la nit i s'aixeca a les 5:30.
Pogorelić actualment resideix a Lugano, Suïssa